# マックス・エーワ
マックス・エーワ（Max Euwe, 1901年5月20日 - 1981年11月26日）は、オランダの数学者、チェスプレーヤーである。本名はマッヒーリス・エーヴェ（Machgielis Euwe, [ø:və]）であり、マクヒリス・エーワ、姓はエーウェ、エイヴェとの日本語表記もある。彼の本職は数学の研究だが、チェスの世界チャンピオンになったことによりチェスプレーヤーとして大きな業績を残した。

## 生涯
アムステルダム近郊のヴァーテルフラーフスメール出身。4歳の時に母にチェスを教えてもらい、10歳の時から大会に出場した。1921年ウィーンの国際大会で2位となり、オランダの国内チャンピオンとなった。1935年当時の世界チャンピオンアレクサンドル・アレヒンに挑戦し彼を破り世界チャンピオンとなったが、2年後のリターンマッチではアレヒンに敗れチャンピオンの座を失った。1948年アレヒンの死後空位となった世界チャンピオンの座をめぐり、ミハイル・ボトヴィニク、ワシリー・スミスロフ、パウリ・ケレス、サミュエル・ハーマン・レシェフスキーと5人で新チャンピオン決定戦が行われたが、最下位に甘んじた。1970年国際チェス連盟の会長に就任。
エーワは世界チャンピオンの中ではもちろん、グランドマスターの中でも数少ないアマチュアで通したことで知られている。公認会計士、航空パイロット、ハーグ大学数学部長、NATOコンピュータ部長と数多くの資格、肩書き及び数学の博士号を持ち、学生時代は水泳とボクシングの選手としても活動した。